# Vi kan gunga
"Vi kan gunga", text och musik av Niklas Edberger, Johan Fransson och Tim Larsson, Tobias Lundgren, var det bidrag som Jimmy Jansson framförde i den svenska Melodifestivalen 2005. Bidraget gick vid deltävlingen i Skellefteå den 26 februari 2005 vidare till finalen i Globen. Väl där i finalen i Globen den 12 mars 2005, slutade bidraget på en sjätteplats.
Singeln toppade försäljninglistan för singlar i Sverige. Melodin testades på Svensktoppen, och låg på listan i tre omgångar under perioden 10 -24 april 2005 -, med placeringarna 5, 6 och 10, innan låten lämnnade listan.

## Listplaceringar
| Lista (2005) | Topplacering |
| ------------ | ------------ |
| Sverige      | 1            |